# Kuhlmanniodendron
Kuhlmanniodendron is een geslacht uit de familie Achariaceae. De soorten uit het geslacht komen voor in het zuidoosten en oosten van Brazilië.

## Soorten
- Kuhlmanniodendron apterocarpum (Kuhlm.) Fiaschi & Groppo
- Kuhlmanniodendron macrocarpum Groppo, Favaretto & Fiaschi